# Oruza pseudomira
Oruza pseudomira là một loài bướm đêm trong họ Erebidae.